# Yasumi Naomasa
Yasumi Naomasa est un nom japonais traditionnel ; le nom de famille (ou le nom d'école), Yasumi, précède donc le prénom (ou le nom d'artiste).
Yasumi Naomasa (安見直政, ?-1572) est un commandant militaire de l'époque Azuchi Momoyama.
Important vassal du clan Hatakeyama, il règne sur les châteaux de Katano et Iimoriyama. Il conspire en compagnie de Yusa Naganori et Yusa Nobunori pour renverser son seigneur. Il se rapproche d'Oda Nobunaga après s'être brouillé avec Nobunori et sert Nobunaga pour garantir sa propre sécurité.
Connu généralement sous le nom Yasumi Naomasa, seul le nom « Yasumi Munehusa » (安見宗房) se retrouve dans les documents.

## Source de la traduction
- (en) Cet article est partiellement ou en totalité issu de l’article de Wikipédia en anglais intitulé « Yasumi Naomasa » (voir la liste des auteurs).